# Big Electric Chair
Big Electric Chair fue creada el año 1967, forma parte de una serie de trabajos realizados por el artista estadounidense Andy Warhol, que representan una silla eléctrica.
La muerte por electrocución era un tema polémico en Nueva York, donde el artista vivió y trabajó, especialmente después de las dos últimas ejecuciones en Sing Sing en 1963. Warhol obtuvo una fotografía de la cámara de ejecución vacía, que se convirtió en la base para esta serie.